# Aldana Machado
Aldana Machado (* 30. November 1998) ist eine uruguayische Leichtathletin.

## Karriere
Machado ist in den Laufwettbewerben auf der 3000-Meter-Hindernisstrecke und im Querfeldeinlauf aktiv. Bei den 29. Querfeldeinlauf-Südamerikameisterschaften 2014 in Asunción belegte sie in der Jugendwertung den 13. Rang. Am 27. April 2014 stellte sie in Montevideo mit einer gelaufenen Zeit von 11:22,31 Minuten einen neuen uruguayischen U20-Rekord auf, der auch gleichzeitig Uruguayischer Rekord im Seniorenbereich ist. Dieser besitzt nach wie vor (Stand: 15. Juni 2015) als nationale Bestmarke Gültigkeit. Am 7. Juni 2015 lief sie ebenfalls in der uruguayischen Hauptstadt beim Dia del Olimpismo die 2000-Meter-Hindernisdistanz in 7:19,04 Minuten. Damit unterbat sie ihren eigenen, erst am 30. Mai 2015 aufgestellten Uruguayischen U18-Rekord (7:20,27 Minuten) auf dieser Strecke.

## Persönliche Bestleistungen
- 2000 Meter Hindernis: 7:19,04 Minuten, 7. Juni 2015, Montevideo
- 3000 Meter Hindernis: 11:22,31 Minuten, 27. April 2014, Montevideo